# Castillo de Fuentes de Jiloca
El castillo de Fuentes de Jiloca era una fortaleza musulmana, original del siglo XI, ubicada el municipio zaragozano de Fuentes de Jiloca, en lo alto de un cerro, sobre la población.

## Reseña
El castillo de fuentes de Jiloca forma parte del Camino del Cid. En la actualidad se encuentra prácticamente desaparecido y de lo que fue, tan solo se conservan restos de lienzo de muralla y de un torreón, bastante rebajados en altura. Si se puede apreciar la planta del recinto y la situación que tenía de control sobre el valle del río Jiloca.

## Catalogación
El Castillo de Fuentes de Jiloca está incluido dentro de la relación de castillos considerados Bienes de Interés Cultural como zona arqueológica, en virtud de lo dispuesto en la disposición adicional segunda de la Ley 3/1999, de 10 de marzo, del Patrimonio Cultural Aragonés. Este listado fue publicado en el Boletín Oficial de Aragón del 22 de mayo de 2006.